# Repco
Repco var en australisk tillverkare av formel 1-motorer under 1960-talet.

## Historik
Företaget The Replacement Parts Pty. Ltd. grundades i Melbourne 1920 av Geoffrey Russell för att tillverka svåranskaffade reservdelar till importerade bilar och blev känt som Repco 1922. Företaget gick sedan samman med Auto Grinders Co. Pty. Ltd 1937. 
Repco expanderade snabbt efter andra världskriget då bilägandet ökade samtidigt som man skyddades från utländsk konkurrens av höga tullavgifter. Företaget tog över många mindre bildelsföretag och distributionskanaler och började även växa internationellt. 
1964 började Repco, efter ett förslag från formel 1-stallet Brabham, att tillverka formel 1-motorer. Repco utgick från Oldsmobile V8-motorer i aluminium som kasserats under produktionen och byggde om dessa till racingmotorer. 
Den första motorn testkördes i Australien i mars 1965 och gjorde F1-debut i Jack Brabhams Brabham-Repco i Monaco 1966. Brabham tvingades dock bryta loppet på grund av växellådeproblem. 
Repcos första seger kom i grand prix-loppet International Trophy 1966 och den första F1-segern kom i Frankrike 1966. Det var den första av fyra segrar som resulterade i att både Jack Brabham och Brabham-Repco vann mästerskapstitlarna den säsongen.
Säsongen 1967 vann Brabham-Repco konstruktionsmästerskapet igen medan Brabhams båda förare Jack Brabham och Denny Hulme gjorde upp om förartiteln, vilken Hulme till slut vann.
Samma år introducerades Ford Cosworth DFV-motorn, som gjorde ”hat trick” i sitt debutlopp i Nederländerna 1967, vilket betydde att Repco var tvunget att utveckla en ny motor inför säsongen 1968. Jochen Rindt kom som bäst trea i Tyskland 1968, så den nya motorn 860 blev en besvikelse för både Jack Brabham och Rindt. Repco kom efter säsongen fram till att motorprojektet var för dyrt att fortsätta, varför Brabham bytte till Ford Cosworth-motorer.

## F1-meriter
| 1. Frankrike 1966 2. Storbritannien 1966 3. Nederländerna 1966 4. Tyskland 1966 5. Monaco 1967 6. Frankrike 1967 7. Tyskland 1967 8. Kanada 1967 |

| 1. Storbritannien 1966 2. Nederländerna 1966 3. USA 1966 4. Sydafrika 1967 5. Monaco 1967 6. Frankrike 1968 7. Kanada 1968 |

| 1. Storbritannien 1966 2. Nederländerna 1966 3. Sydafrika 1967 4. Storbritannien 1967 |